# Venezillo ovampoensis
Venezillo ovampoensis là một loài chân đều trong họ Armadillidae. Loài này được Barnard miêu tả khoa học năm 1924.